# Дорогий Семен Васильович
Семен Васильович Дорогий (Дорогой; нар. 25 серпня 1924, Єлисаветград — пом. 30 листопада 2004, Київ) — український хоровий диригент, заслужений діяч мистецтв Української PCP (1973). Засновник Київської чоловічої хорової капели (1969).

## Життєпис
Народився 25 серпня 1924 року у Єлисаветграді.
Учасник німецько-радянської та радянсько-японської воєн, гвардії сержант військової служби у складі 1-ї гвардійської повітряно-десантної дивізії. Нагороджений низкою бойових медалей та орденів.

Могила Семена Дорогого, Байкове кладовище

Закінчив Одеську консерваторію (1954). До 1968 р. викладав у Кіровоградському педінституті і керував хоровою капелою. У 1968—1970 очолив щойно створену кафедру хорового мистецтва у Київському інституті культури імені О. Є. Корнійчука.
У 1969—1978 — засновник, художній керівник і головний диригент Київської чоловічої хорової капели імені Л. М. Ревуцького. З 1980 р. — доцент Київського педагогічного інституту, художній керівник чоловічої хорової капели «Журавлі» при інституті.
Автор хорових обробок та перекладень українських народних пісень. Серед учнів Семена Дорогого — народні артистки України Людмила Маковецька та Неоніла Білецька, заслужений діяч мистецтв України Юрій Любович, заслужений працівник культури Микола Макода та багато інших.
Помер у 80-річному віці 30 листопада 2004 року. Похований у Києві, на Байковому кладовищі (ділянка № 49б, 50°25′2.89″ пн. ш. 30°30′3.29″ сх. д. / 50.4174694° пн. ш. 30.5009139° сх. д.).

## Вшанування пам'яті
У 2021 році вулицю Халтуріна у Кропивницькому, на якій жив Семен Дорогий до переїзду до Києва, перейменовано на його честь.